# Schloss Lenzburg
Das Schloss Lenzburg (auch: die Lenzburg) befindet sich oberhalb der Altstadt von Lenzburg im Kanton Aargau. Es zählt zu den ältesten und bedeutendsten Höhenburgen der Schweiz. Die Anlage steht auf dem 508 Meter hohen Schlossberg, einem fast kreisrunden Molassehügel, der sich rund hundert Meter über der umliegenden Ebene erhebt. Der Name des Schlosses stammt von den Grafen von Lenzburg, die wahrscheinlich im frühen 11. Jahrhundert ihren Stammsitz auf dem Hügel errichten liessen. Ab 1173 war das Schloss im Besitz der Staufer, ab etwa 1230 der Kyburger und ab 1273 der Habsburger. Nach der Eroberung des Aargaus durch die Stadt Bern im Jahr 1415 diente das Schloss über dreieinhalb Jahrhunderte lang als Sitz der Berner Landvögte, bis es 1804 in den Besitz des Kantons Aargau gelangte. Es beherbergte danach ein Erziehungsinstitut und war ab 1860 in Privatbesitz. 1956 kaufte eine vom Kanton und der Stadt Lenzburg getragene Stiftung das Schloss der Witwe des US-amerikanischen Polarforschers Lincoln Ellsworth ab und machte es der Öffentlichkeit zugänglich.
Die Anlage zuoberst auf dem Hügel ist von einer Ringmauer umgeben und besteht aus sieben Gebäuden, die zwischen dem 12. und dem frühen 18. Jahrhundert errichtet wurden. Sie sind hufeisenförmig um einen Innenhof angeordnet. Vorherrschend sind die Baustile Gotik und Barock. Nach dem Abschluss einer umfassenden Sanierung ist das Schloss seit 1987 Sitz des Historischen Museums Aargau, welches wiederum seit 2007 Teil des Verbundes Museum Aargau ist. Präsentiert werden die Wohnkultur der früheren Schlossbewohner, die historischen Sammlungen des Kantons Aargau und Wechselausstellungen zur Kunst- und Kulturgeschichte. Eine Stiftung, die vom Kanton und der Stadt Lenzburg getragen wird, ist für den Unterhalt zuständig. Eine weitere Stiftung und ein Verein organisieren zahlreiche Anlässe.

## Schlossberg
Das Schloss befindet sich unmittelbar östlich der Altstadt von Lenzburg auf der abgeflachten Kuppe des Schlossbergs (508 m ü. M.). Dieser erhebt sich rund hundert Meter über der Ebene des unteren Seetals, sein Durchmesser beträgt jedoch nur knapp 250 Meter. Im Norden, Westen und Süden ist der markante Hügel von flachem Terrain umgeben. Im Osten fällt er zu einem rund 460 Meter hohen Sattel ab, der ihn vom benachbarten und annähernd gleich hohen Goffersberg (507 m ü. M.) trennt. Geologisch gesehen, handelt es sich bei beiden Erhebungen um in der Schweiz seltene Beispiele von Molasse-Rundhöckern. Der Schlossberg besteht an seiner Basis aus horizontal liegenden, relativ leicht verwitternden Mergeln und weichen Sandsteinen der unteren Süsswassermolasse. Im obersten Bereich besteht er aus hartem Muschelsandstein der oberen Meeresmolasse, wobei der Fels zum Teil überhängend ist. Seine Form erhielt der Hügel während der Risseiszeit.

## Geschichte

### Vorgeschichte

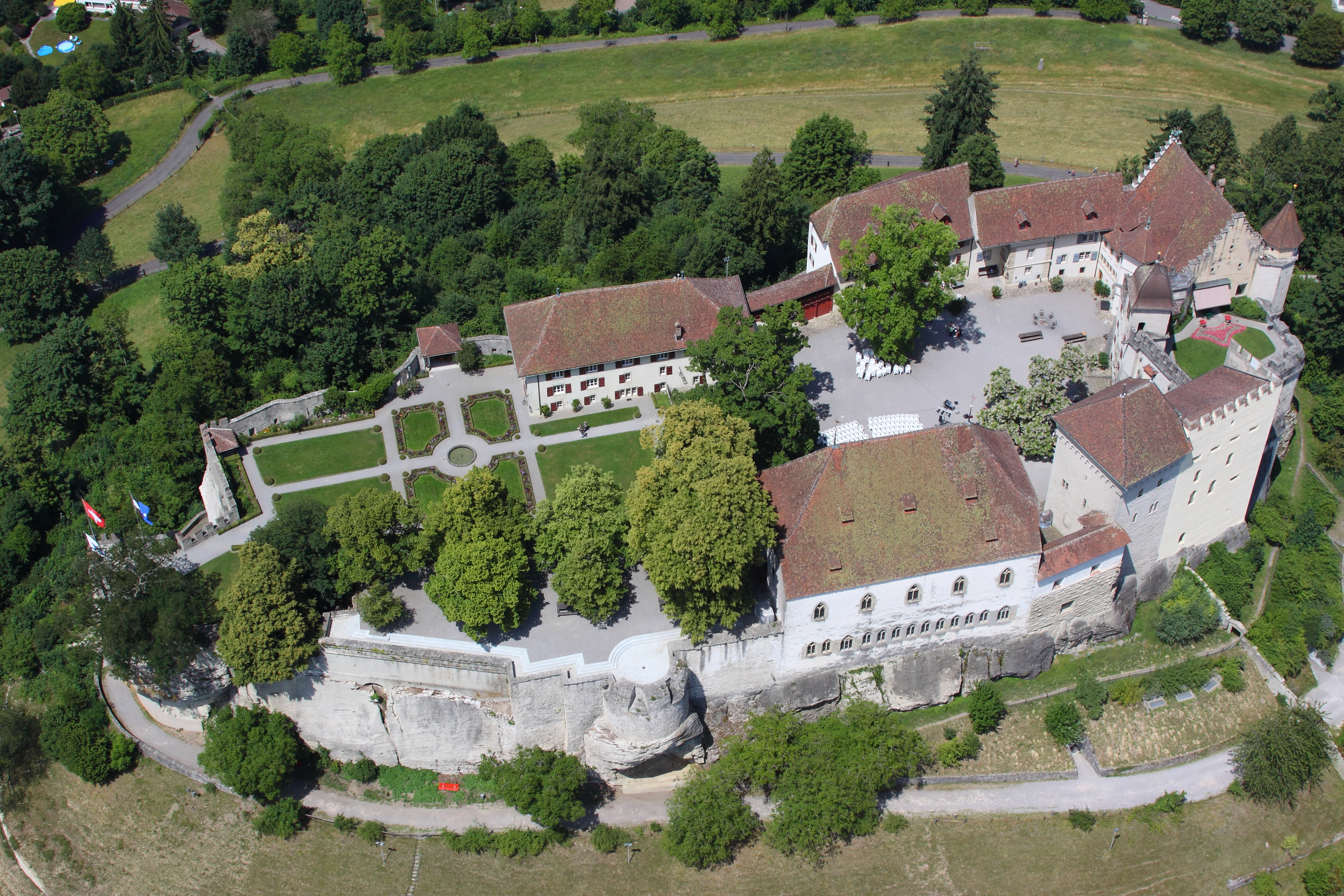
Luftansicht des Schlosses

Der Schlossberg könnte schon in prähistorischer Zeit als Siedlungsstätte gedient haben. So stiess man 1959 bei Bauarbeiten für ein Wasserreservoir auf dem Sattel zwischen Schloss- und Goffersberg auf eines der grössten Gräberfelder der Schweiz aus der Jungsteinzeit (ca. 3000 v. Chr.). Untersuchungen der Kantonsarchäologie Aargau in den Jahren 1981 bis 1986 förderten eine bis zu 2,5 m dicke Kulturschicht zutage, die sich über das gesamte Burgareal erstreckt. Die Datierung baulicher Überreste bleibt aber weiterhin unsicher. Es gelang lediglich der Nachweis einer prähistorischen Herdstelle, einer römischen Ziegelschüttung und eines hochmittelalterlichen Holzhauses aus dem 11. Jahrhundert. Die ältesten Artefakte sind ein unbestimmbares Gerät aus Silex und eine fragmentierte Steinaxt, beide aus der Jungsteinzeit. Zahlreiche Keramikfunde deuten auf eine Besiedlung während der Bronzezeit hin. Die römischen Funde stammen aus dem 1. und 2. Jahrhundert und stehen im Zusammenhang mit dem benachbarten Vicus Lindfeld. Möglicherweise existierte hier ein Höhenheiligtum.
Eine Sage erzählt, dass in einer Höhle auf dem Schlossberg einst ein Drache hauste. Dieser wurde von zwei Rittern, Wolfram und Guntram, bezwungen. Die dankbaren Bauern erkoren die beiden zu Grafen von Lenzburg und gaben ihnen die Erlaubnis, auf dem Drachenfelsen eine Burg zu errichten.

### Adelsherrschaft

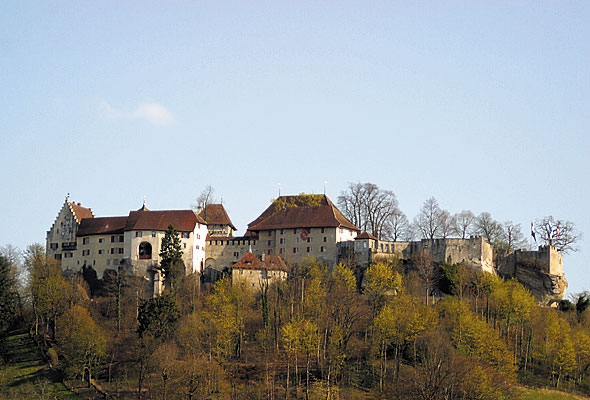
Ansicht von der Nordseite

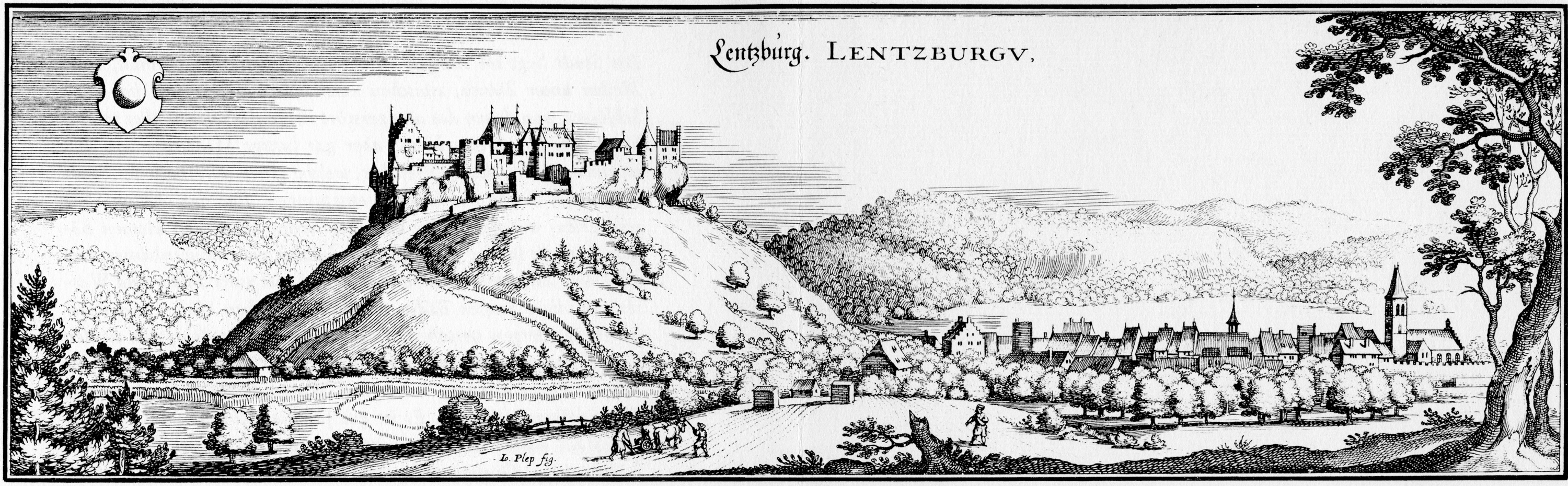
Ansicht von Stadt und Schloss Lenzburg von Matthäus Merian, um 1642

Das erste sicher nachweisbare Mitglied des Geschlechts der Lenzburger ist Ulrich I., auch «der Reiche» genannt. Er war Reichsvogt von Zürich sowie Kastvogt der Abteien Beromünster und Schänis. Eine Urkunde aus dem Jahr 1036 bezeichnet ihn als Graf im Aargau. Die erste gesicherte Erkenntnis über die Existenz einer Burg stammt aus dem Jahr 1077: Ulrich III., sein Enkel, hatte sich im Investiturstreit auf die Seite des deutschen Königs Heinrich IV. gestellt und hielt während eines halben Jahres zwei päpstliche Legaten fest. Die Grafen von Lenzburg gehörten zu jener Zeit zu den bedeutendsten Lehnsherren im schweizerischen Mittelland und unterhielten enge Beziehungen zu den jeweiligen deutschen Herrschern.
Das Adelsgeschlecht erlosch 1173. Ulrich IV., der letzte Graf von Lenzburg, bestimmte in seinem Testament Kaiser Friedrich I. («Barbarossa») zum persönlichen Erben. Sie waren miteinander befreundet gewesen und einst gemeinsam in den Zweiten Kreuzzug gezogen. Der Kaiser regelte auf Schloss Lenzburg persönlich die Verteilung des Erbes und vergab einen Grossteil der Ländereien an seinen Sohn, den Pfalzgrafen Otto I. von Burgund. Nach Ottos Tod im Jahr 1200 wurden die Staufer aus dem Aargau verdrängt. Über zwei nahestehende Hochadelsgeschlechter (Andechs-Meranien und Chalon) gelangte die Lenzburg um 1230 durch Heirat an die Kyburger. Diese gründeten damals am westlichen Fuss des Schlossbergs eine befestigte Marktsiedlung, die heutige Stadt Lenzburg.
Hartmann IV., der letzte Graf von Kyburg, starb 1264 ohne männliche Nachkommen. Rudolf I., Graf von Habsburg und späterer deutscher König, übernahm die Vormundschaft der minderjährigen Erbin Anna von Kyburg, was auch die Verwaltung des Herrschaftsgebiets mit einschloss. Anna heiratete später Rudolfs Cousin Eberhard I. von Habsburg-Laufenburg. 1273 erwarb Rudolf für 14'000 Silbermark den Besitz von seinem verarmten Verwandten. Zwei Jahre später hielt er auf der Lenzburg einen Hoftag ab. Verschiedene Herzöge von Österreich bzw. deren Amtsleute regierten von hier aus. Das Schloss sank jedoch zu einem regionalen Verwaltungssitz ab, als die Macht der Habsburger sich immer mehr nach Österreich verlagerte. Herzog Friedrich II. von Habsburg bewohnte ab 1339 das Schloss. Hier sollte seine Hochzeit mit Joan, der Tochter des englischen Königs Edward III., stattfinden. Zu diesem Zweck liess er das Ritterhaus errichten. Der Herzog starb 1344, ohne dass er seine zukünftige Braut je gesehen hätte. Die Arbeiten am Ritterhaus blieben unvollendet.
Die ursprünglich aus Seengen stammende Familie Ribi-Schultheiss, die vom Bauernstand in den niederen Adel aufgestiegen war, war ab 1369 im Besitz des Burglehens. 1375 hielt das Schloss einer Belagerung durch die Gugler stand.

### Berner Herrschaft

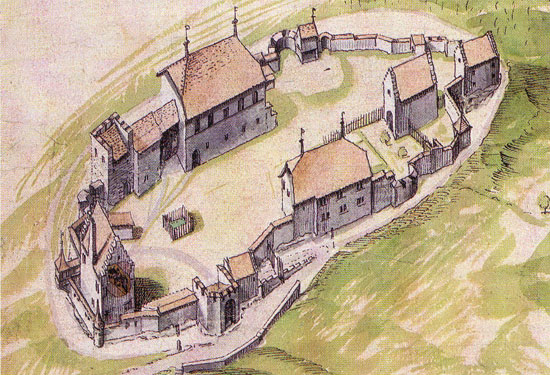
Vogelperspektive im Jahr 1624

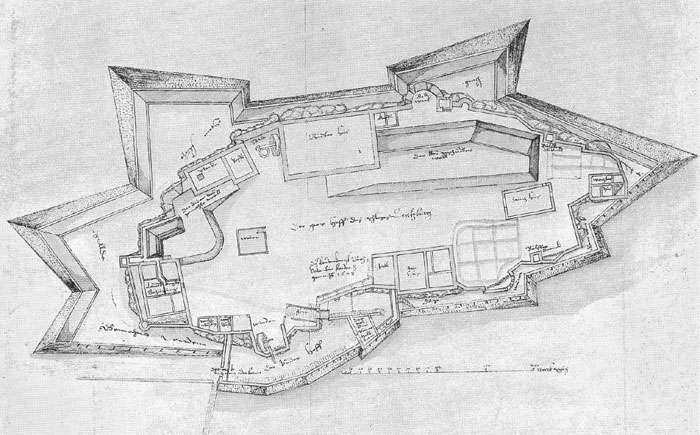
Festungsprojekt von 1628

Die latenten Spannungen zwischen dem deutschen König Sigismund und dem österreichischen Herzog Friedrich IV. entluden sich 1415 am Konzil von Konstanz, als Friedrich einem der drei damals amtierenden Päpste, Johannes XXIII., zur Flucht aus der Stadt verhalf. Sigismund sah darin eine Chance, seinem Widersacher zu schaden. Er forderte am 30. März 1415 die Nachbarn der Habsburger auf, deren Ländereien im Namen des Reiches einzunehmen. Bern liess sich nicht lange bitten und eroberte den westlichen Teil des Aargaus (den später so bezeichneten Berner Aargau). Am 20. April ergab sich die Stadt Lenzburg sofort dem anrückenden Heer, das Schloss hingegen blieb vorerst unangetastet. Konrad von Weinsberg, der königliche Statthalter, versuchte das Schloss für das Reich zu sichern und liess es für eine Belagerung ausrüsten. Doch bereits im August sah er von diesem aussichtslosen Plan ab und überantwortete das Schloss 1418 wieder der Familie Ribi-Schultheiss. Nach langen Verhandlungen konnte Bern 1433 die niederen Herrschaftsrechte über die Grafschaft Lenzburg und 1442 auch das Schloss erwerben.
1444 zog auf dem Schloss der erste bernische Landvogt ein, der von hier aus das Oberamt Lenzburg verwaltete. Dieses umfasste das Seetal, das Wynental und das Suhrental. Zum Aufgabenbereich der Landvögte gehörten das Eintreiben von Steuern, die Durchsetzung administrativer Massnahmen, richterliche und polizeiliche Befugnisse und die militärische Befehlsgewalt. Daneben waren sie auch für den Unterhalt des Schlosses verantwortlich. Die Landvögte wurden jeweils für vier Jahre aus den Reihen des Grossen Rates der Stadt Bern gewählt. Der bekannteste war von 1457 bis 1461 Adrian I. von Bubenberg, späterer Schultheiss von Bern und Held der Schlacht bei Murten. In den Jahren 1509 und 1510 wurden umfangreiche Arbeiten durchgeführt; so brach man das 1339 begonnene Ritterhaus zum Teil ab und errichtete es neu. 1518 wütete ein Grossbrand, wobei nicht überliefert ist, welche Häuser dabei zerstört wurden (am wahrscheinlichsten das «Aarburghaus» auf der Nordseite). 1520 erhielt der Landvogt eine neue Behausung, die «Landvogtei».
Nachdem 1528 in Bern die Reformation eingeführt worden war, nahm die strategische Bedeutung der Lenzburg zu, da das Schloss nahe der Konfessionsgrenze lag und Angriffe der katholischen Luzerner durch die Freien Ämter befürchtet wurden. Während des Ersten Kappelerkriegs von 1529 und des Zweiten Kappelerkriegs zwei Jahre später diente das Schloss als Operationsbasis der Reformierten. Danach hatte es die Funktion einer bedeutenden Grenzfestung, da von hier aus die nahen Übergänge über die Reuss kontrolliert werden konnten.
1624 zeichnete Joseph Plepp im Auftrag von Festungsingenieur Valentin Friderich die ersten exakten Darstellungen und Grundrisse des Schlosses, welches damals eher einem befestigten Bauernhof glich. Plepps Pläne dienten als Grundlage für die Modernisierung der Festungsanlagen. Angesichts des seit 1618 wütenden Dreissigjährigen Krieges sah sich Bern veranlasst, die Lenzburg artillerietauglich zu machen. Als erste Massnahme entstand 1625 an der Nordseite eine vorgelagerte Doppeltor-Anlage mit Zwinger, die Erdaufschüttungen an der Ost- und Südseite wurden erhöht. 1628 plante Friderich den Bau mehrerer Bastionen, das Projekt konnte jedoch aufgrund von Geldmangel nicht ausgeführt werden. Ein redimensioniertes Projekt von Niklaus Willading hingegen kam zustande, als von 1642 bis 1646 ein elf Meter hoher Wall aufgeschüttet wurde. Die dadurch entstandene Ostbastion hatte aber einen grossen Nachteil: Regenwasser sickerte durch die angrenzenden Mauern und machte die Landvogtei wegen ständiger Feuchtigkeit unbewohnbar. Aus diesem Grund baute man zwischen 1672 und 1674 eine neue Landvogtei im Nordtrakt.
Im 18. Jahrhundert bauten die Berner das Schloss zu einem grossen Kornlager aus. Zu diesem Zweck erhielt das «Hintere Haus» 1705/07 einen zusätzlichen Trakt. 1728/29 verband man Turm und Ritterhaus miteinander. 1758 erhielt das Ritterhaus fünf Zwischenböden für eine maximale Raumausnützung sowie zusätzliche Lukarnen und Fenster zur besseren Belüftung. Mit diesen Massnahmen konnten über 5000 Tonnen Getreide gelagert werden. Im März 1798 übergab Viktor von Wattenwyl, der letzte Berner Landvogt, das Schloss den anrückenden französischen Truppen, als die bisherige politische Ordnung zusammenbrach. Das Schloss diente einige Monate lang als Militärspital, bevor die kranken Soldaten nach Königsfelden verlegt wurden.

### Pacht und Privatbesitz
Der im Jahr 1803 gegründete Kanton Aargau gelangte am 5. Juni 1804 in den Besitz des Schlosses. Die Kantonsbehörden waren unschlüssig, wie die Anlage genutzt werden sollte. Es fehlte an Geld für den Unterhalt, und es gab auch keinen konkreten Verwendungszweck. Eine Nutzung für Regierungszwecke kam für dieses Symbol der Untertanenherrschaft nicht in Frage, sodass das Schloss über zwei Jahrzehnte lang leerstand. 1810 wollte der Schaffhauser Orgelbauer Johannes Heinrich Speissegger einen Teil des Schlosses pachten, was die Kantonsregierung jedoch ablehnte. 1818 war geplant, hier die eidgenössische Zentralmilitärschule einzurichten. Dieses Vorhaben kam nicht zustande, ebenso wenig die Errichtung eines kantonalen Lehrerseminars.
Schliesslich zeigte der in Hofwil wirkende Pädagoge Johann Karl Christian Lippe (1779–1853) Interesse. Er informierte im Herbst 1822 den Stadtrat, dass er ein Erziehungsinstitut für Jungen führen wolle, und stellte ein Pachtgesuch. Die Kantonsregierung überliess ihm die Liegenschaft zunächst für fünf Jahre unentgeltlich, jedoch musste er alle notwendigen Reparaturen selbst tragen. Danach wurde der Pachtvertrag alle drei Jahre verlängert, bei einem jährlichen Zins von 300 Franken. Am 11. Februar 1823 nahm das Institut den Betrieb auf. In den 1830er Jahren zählte es bis zu 50 Schüler und zwölf Lehrer, darunter u. a. der Erdkundelehrer Johann Gottfried Lüdde. Ihre Ausbildung erhielten hier überwiegend protestantische Franzosen aus dem Elsass und dem Midi, deren Eltern dem katholisch geprägten französischen Schulwesen misstrauten. Lippes Erziehungsprinzipien waren weitgehend identisch mit jenen von Johann Heinrich Pestalozzi, mit dem er befreundet war. Die politische Instabilität aufgrund der Revolutionen von 1848/49 führte zu einem Schülerrückgang. Wegen hoher Betriebs- und Unterhaltskosten musste Lippe Kredite aufnehmen, die er nicht zurückzahlen konnte. Einen Tag nach dem Ende des Schulbetriebs am 30. September 1853, der mit den Gläubigern vereinbart worden war, starb Lippe.

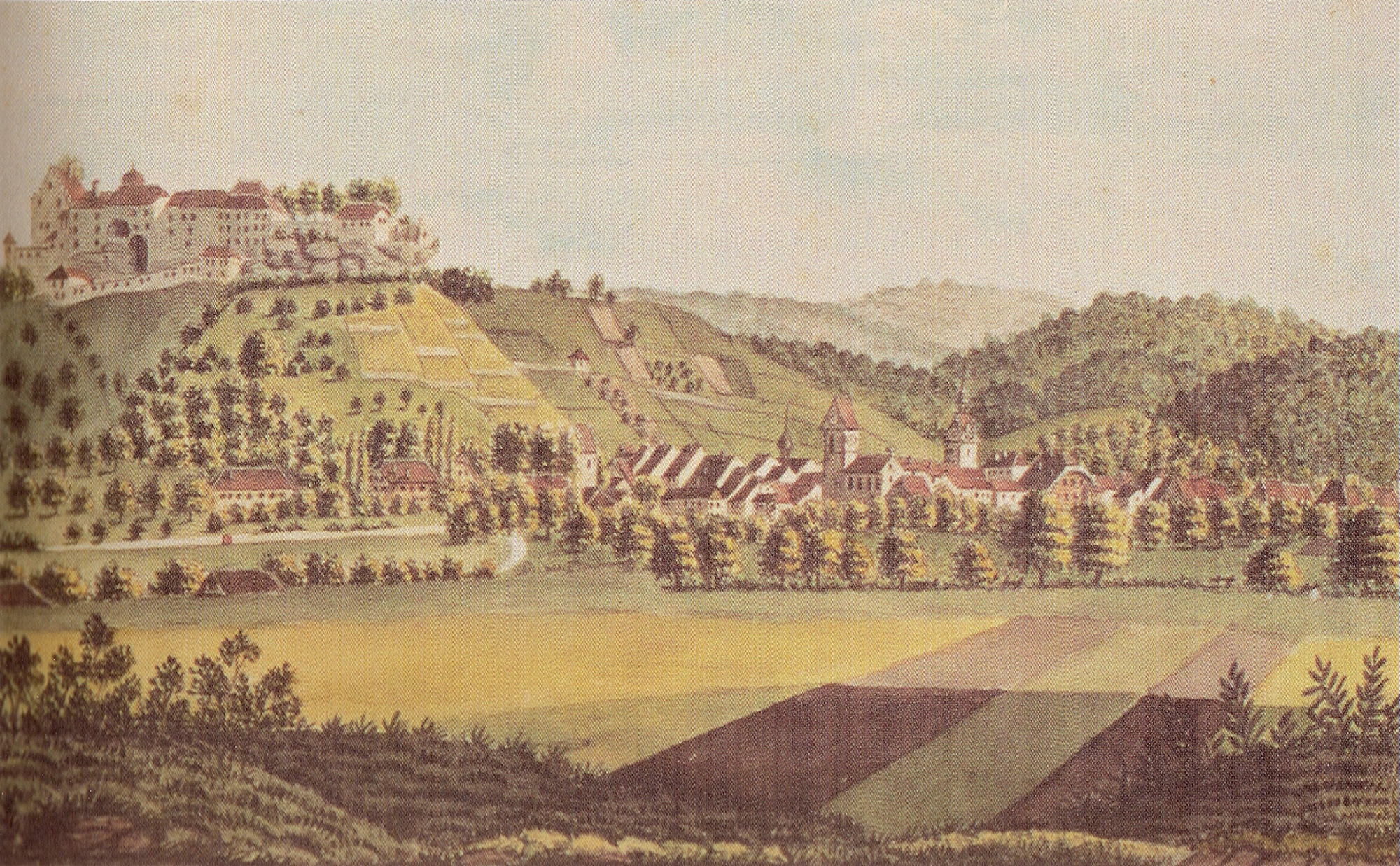
Ansicht von Schloss und Stadt Lenzburg um 1830

Anfang 1857 bestand im Schloss für kurze Zeit ein Militärspital. Im Juni 1859 wurden während des Sardinischen Krieges 120 österreichische Soldaten interniert, die nach den Niederlagen bei Magenta und Solferino in die Schweiz geflohen waren. Im März 1860 beschloss der Grosse Rat des Kantons Aargau, ein Kaufangebot des Zürcher Seidenfabrikanten Konrad Pestalozzi-Scotchburn anzunehmen, woraufhin das Schloss und die dazugehörende Domäne für 60'000 Franken den Besitzer wechselten. Ob Pestalozzi jemals dort gelebt hat, ist nicht bekannt. Im Februar 1871, während des Deutsch-Französischen Kriegs, trat die von General Charles Denis Bourbaki geführte Armée de l’Est auf Schweizer Territorium über. Die Stadt Lenzburg erhielt die Anweisung, 600 Soldaten aufzunehmen. Nur im Schloss konnten kurzfristig derart viele Menschen untergebracht werden. In aller Eile mussten Öfen installiert, Lebensmittel angeliefert und ein Notspital eingerichtet werden. Anfang März 1871 kehrten die Internierten nach Frankreich zurück, das Spital blieb bis Ende April bestehen.
Die Erben des zwischenzeitlich verstorbenen Pestalozzi wollten das Schloss verkaufen und boten es im September 1871 erfolglos dem Kanton Aargau an. Ein Jahr später gelangte es für 90'000 Franken in den Besitz von Friedrich Wilhelm Wedekind. Er war 1849 nach der gescheiterten Märzrevolution nach San Francisco ausgewandert, wo er mit Grundstückspekulationen während des kalifornischen Goldrauschs ein Vermögen machte. 1864 nach Europa zurückgekehrt, emigrierte er 1871 aus Protest gegen das von Preussen dominierte Deutsche Reich erneut, nun in die Schweiz, und liess sich mit seiner Frau Emilie Kammerer im Schloss nieder. Seine sechs Kinder, darunter die spätere Kammersängerin Erika Wedekind sowie die Schriftsteller Frank Wedekind und Donald Wedekind, verbrachten hier ihre Jugendjahre.
Friedrich Wilhelm Wedekind starb 1888, und die Familie versuchte daraufhin, das Schloss zu verkaufen. Einerseits steckte ein beträchtlicher Teil des Familienvermögens in der Immobilie, andererseits drängten die Kinder auf die Auszahlung ihres Erbteils. Zur Überbrückung betrieb Emilie Kammerer eine Pension, die wenig rentabel war. Im März 1892 erwarb der amerikanische Industrielle Augustus Edward Jessup das Schloss für 120'000 Franken. Jessup stammte aus Philadelphia, hatte aber lange Zeit in England gelebt. Er war mit Mildred Marion Bowes-Lyon verheiratet, der Tante von Königinmutter Elizabeth Bowes-Lyon; somit war er mit dem britischen Königshaus verschwägert. Von Anfang an hatte der neue Besitzer eine umfassende Sanierung geplant, wobei er sich vom Kunsthistoriker Josef Zemp beraten liess. Durch den Rückbau der neueren Anbauten und der militärischen Anlagen wurde das Schloss weitgehend in den Zustand zurückversetzt, den Plepp 1624 festgehalten hatte. Darüber hinaus liess Jessup die Innenräume mit kostbaren Möbeln ausstatten und moderne Technik wie Zentralheizung, Wasseranschluss und Elektrizität installieren. Die Arbeiten dauerten von 1893 bis 1903, die Kosten betrugen eine halbe Million Franken.
James William Ellsworth, ein anderer amerikanischer Grossindustrieller und Sammler mittelalterlicher Kunst, hatte erfahren, dass sich auf Schloss Lenzburg ein Tisch aus der Zeit von Kaiser Barbarossa befinde. Diesen wollte er seiner Sammlung hinzufügen und unterbreitete deshalb ein Kaufangebot. Er konnte den Tisch allerdings nur mit dem ganzen Schloss zusammen erwerben. So wechselte die Lenzburg im Jahr 1911 für 550'000 Franken den Besitzer. Sein Sohn, der Polarforscher Lincoln Ellsworth, erbte das Schloss 1925. Er lebte zwar nur zeitweilig auf der Lenzburg, plante aber hier zusammen mit Roald Amundsen verschiedene Expeditionen. Dies geschah im so genannten «Amundsen-Zimmer» in der Landvogtei.

### Jüngere Geschichte
Nach Lincoln Ellsworths Tod im Jahr 1951 erbte die Witwe Marie Louise Ellsworth-Ulmer den Besitz, den sie einige Jahre später wegen der hohen Unterhaltskosten abstossen wollte. Als sich einige Interessenten meldeten, intervenierte der Kanton Aargau und wandte sich im Juli 1955 an die Stadt Lenzburg, um das Schloss gemeinsam zu erwerben und somit der Spekulation zu entziehen. Der am 19. Dezember 1955 abgeschlossene Kaufvertrag enthielt folgende Bedingungen: Die Stadt Lenzburg erwarb für 1,5 Millionen Franken die nicht unmittelbar zur Burganlage gehörenden Teile des Besitzes (Bauland, landwirtschaftlicher Betrieb). Für 500'000 Franken erwarb die gemeinsam vom Kanton und der Stadt gegründete «Stiftung Schloss Lenzburg» den Schlosshügel, die darauf stehenden Gebäude sowie das Mobiliar und die Sammlungen. Am 30. Juni 1956 trat der Vertrag in Kraft.
1960 bezog die Stiftung Stapferhaus das «Hintere Haus». Im April 1970 genehmigte der Grosse Rat einen Kredit von 9,25 Millionen Franken für die umfassende Sanierung des Schlosses. Nach einer längeren Vorbereitung wurde diese in den Jahren 1978 bis 1986 durchgeführt, unter der Leitung des Architekten Dieter Boller und in Zusammenarbeit mit den Denkmalschutzbehörden des Kantons und des Bundes. Die Arbeiten dienten zur Erhaltung der Bausubstanz und der Anpassung der Gebäude an den künftigen Museumsbetrieb. Parallel dazu führte die Kantonsarchäologie Aargau umfangreiche Forschungen durch. Mit den archäologischen Grabungen konnten zahlreiche neue Erkenntnisse gewonnen werden. 1987 wurde im Schloss Lenzburg das Historische Museum Aargau eröffnet (tritt seit 2007 unter der Bezeichnung Museum Aargau auf). Die Institution übernahm die historischen Sammlungen des Kantons, die seit 1956 zu einem kleinen Teil im Schloss ausgestellt wurden, aber überwiegend in Depots gelagert worden waren. Die Beleuchtung entspricht seit 2007 nicht den gesetzlichen Vorschriften, da die Vorschriften in Bezug auf die Lichtverschmutzung nicht erfüllt werden. Derzeit ist ein Baugesuch für eine neue Beleuchtung hängig.

### Übersicht der Schlossbesitzer

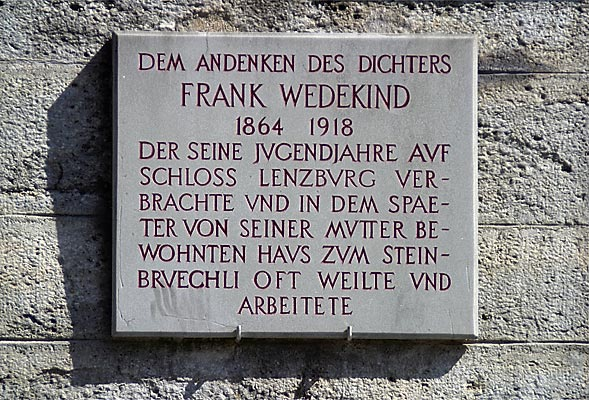
Gedenktafel Frank Wedekind

- ca. 1000–1173: Grafen von Lenzburg
- 1173: Kaiser Barbarossa
- 1173–ca. 1230: Pfalzgraf Otto und nahe Verwandte
- ca. 1230–1273: Grafen von Kyburg
- 1273–1415: Grafen von Habsburg (Herzöge von Österreich, deutsche Könige)
- 1415–1798: Stadt Bern (ab 1433 in vollem Besitz, ab 1444 Sitz des Landvogts)
- 1804–1860: Kanton Aargau (von 1822 bis 1853 als Erziehungsheim verpachtet)
- 1860–1872: Konrad Pestalozzi-Scotchburn
- 1872–1893: Friedrich Wilhelm Wedekind (Vater von Frank Wedekind)
- 1893–1911: Augustus Edward Jessup
- 1911–1925: James Ellsworth
- 1925–1951: Lincoln Ellsworth, Sohn von James
- 1951–1956: Marie Luise Ellsworth-Ulmer, Witwe von Lincoln
- 1956–heute: Stiftung Schloss Lenzburg

## Gebäude

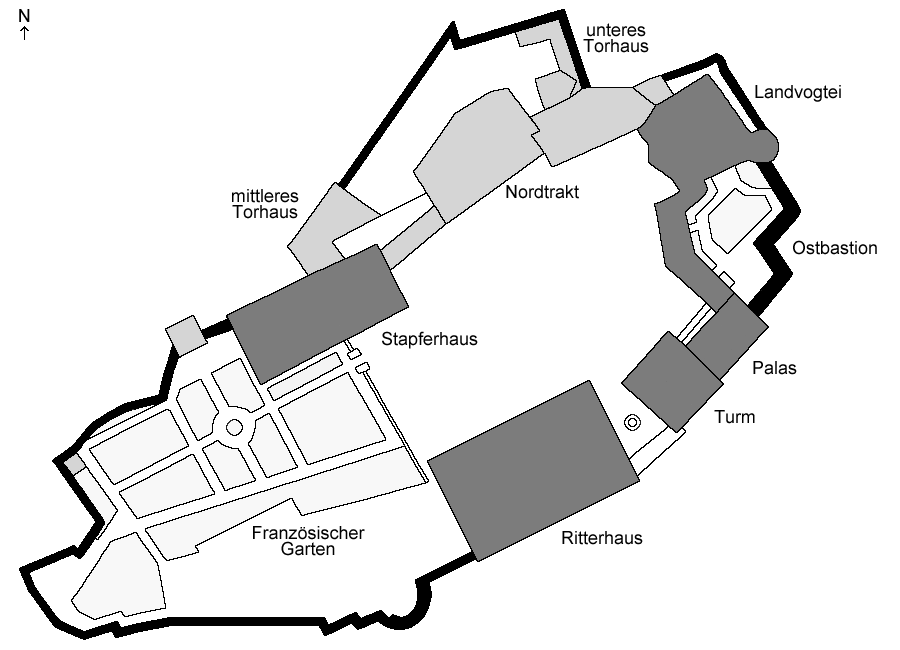
Übersichtsplan

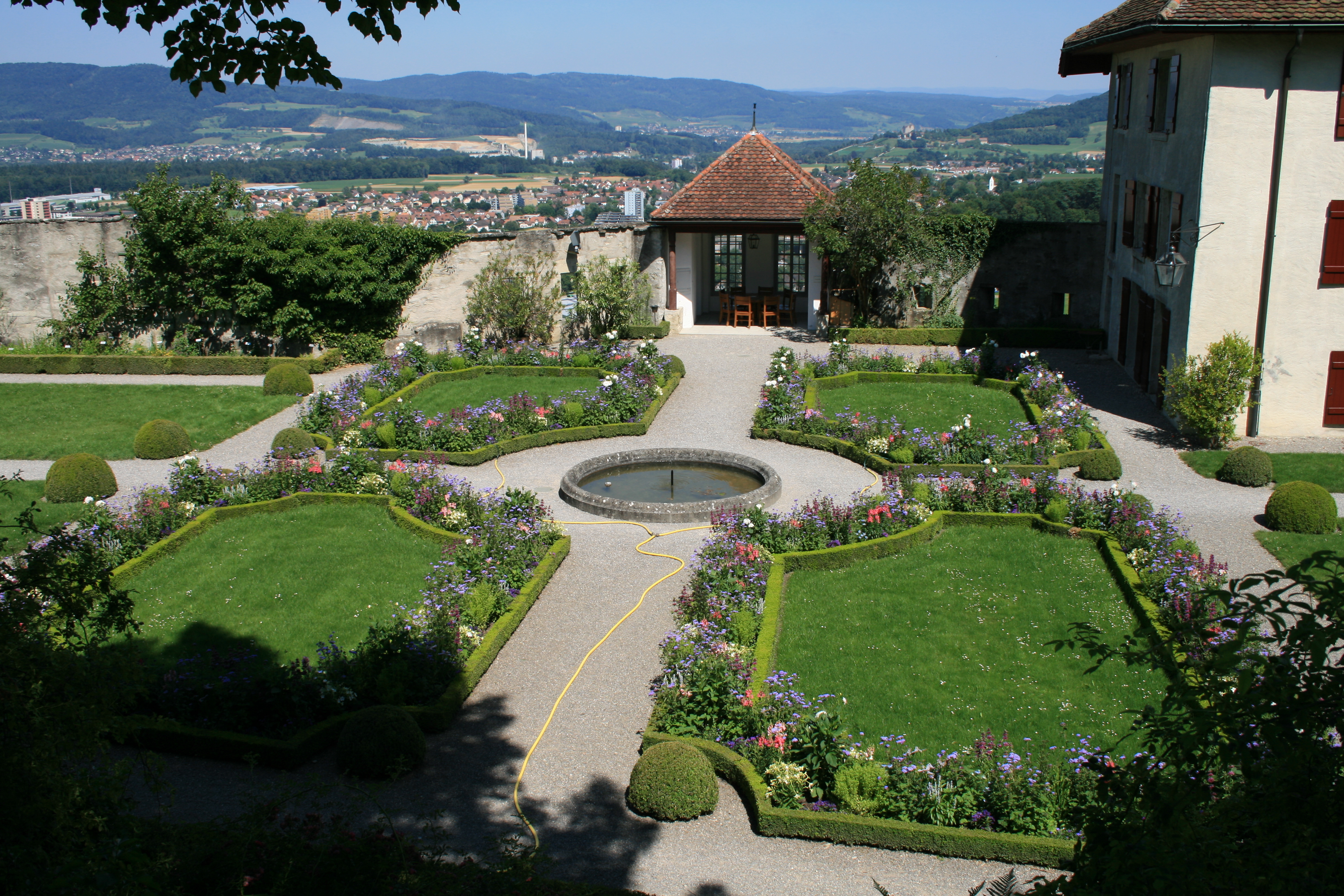
Gartenanlage

Die sieben Gebäude des Schlosses gruppieren sich hufeisenförmig um einen ebenen Innenhof, der gegen Südwesten hin offen ist. Im Nordwesten steht das Stapferhaus. Der Nordtrakt umfasst die Toranlagen und somit den einzigen Zugang. In der Nordostecke befindet sich die ehemalige Landvogtei, an die sich die Ostbastion anschliesst. Palas und Turm im Südosten bilden die ältesten Teile der Anlage, das Ritterhaus bildet den Abschluss nach Süden hin.

### Wehranlagen und Innenhof
Der Eingang zum Schloss befindet sich an der Nordwestseite der Anlage. Über eine Treppe oder den alten Burgweg gelangt man zum 1625 errichteten unteren Torhaus. Der Rundbogen des Tors ist von unregelmässigen bossierten Quadern eingefasst. Darüber ist eine Relieftafel mit den Wappen Berns, des Reiches und von Landvogt Peter Bucher angebracht, flankiert von Löwen mit Reichsapfel und Schwert. Durch den anschliessenden Zwinger führt eine weitere Treppe zum mittleren Torhaus, das ebenfalls aus dem Jahr 1625 stammt und 1761/62 erweitert wurde. Es ist als einstöckiges Haus mit Walmdach, bossiertem Mauerwerk, Rundbogenportal und Schiessscharten ausgebildet. Über der Bogenöffnung befindet sich ein vorspringender Erker mit geschweiftem Giebelaufsatz über vier geschmückten Konsolen. Bei der Sanierung von 1978–1986 entstand eine unterirdische Verbindung zum Keller des Stapferhauses. Danach wendet sich der Burgweg um 180 Grad; er führt hinauf zur Zugbrücke und durch das obere Torhaus in den Innenhof. Die Ringmauer steht direkt auf dem Felsen und folgt ihrem Verlauf, wobei die Höhe uneinheitlich ist. Sie stammt ungefähr aus der zweiten Hälfte des 15. Jahrhunderts und ist im Wesentlichen unverändert geblieben. Zum Teil ist sie mit Zinnen besetzt, die abgeschrägt und mit Ziegeln bedeckt sind.
Am südwestlichen Ende des Innenhofes, vor dem Stapferhaus, erstreckt sich eine barocke Gartenanlage. Erstmals urkundlich erwähnt wurde ein Garten in einer Landvogteirechnung von 1560. Er war im frühen 17. Jahrhundert von einem Zaun und einem Zeughaus räumlich begrenzt. Samuel Steck, Landvogt von 1771 bis 1778, liess den Garten nach französischem Vorbild neu gestalten, mit zwei sich rechtwinklig kreuzenden Wegen, welche die Rasenfläche in vier gleich grosse Felder unterteilen. Hinzu kam ein an die Ringmauer angebauter Pavillon. Das Zeughaus wurde um 1890 abgebrochen. Etwa zehn Jahre später nahm Schlossbesitzer Jessup umfassende Veränderungen vor, indem er den Innenhof mit einer Rasenfläche versah und darauf exotische Bäume und Sträucher anpflanzte. Im Zuge der Schlosssanierung stellte man 1982 den ursprünglichen Zustand von Stecks Garten wieder her und ersetzte zwei Jahre später die Rasenfläche im Innenhof durch einen Kiesplatz. Im Schnittpunkt der Längs- und Querachse des Gartens befindet sich ein Wasserbecken aus Mägenwiler Muschelkalk mit einer kleinen Fontäne.

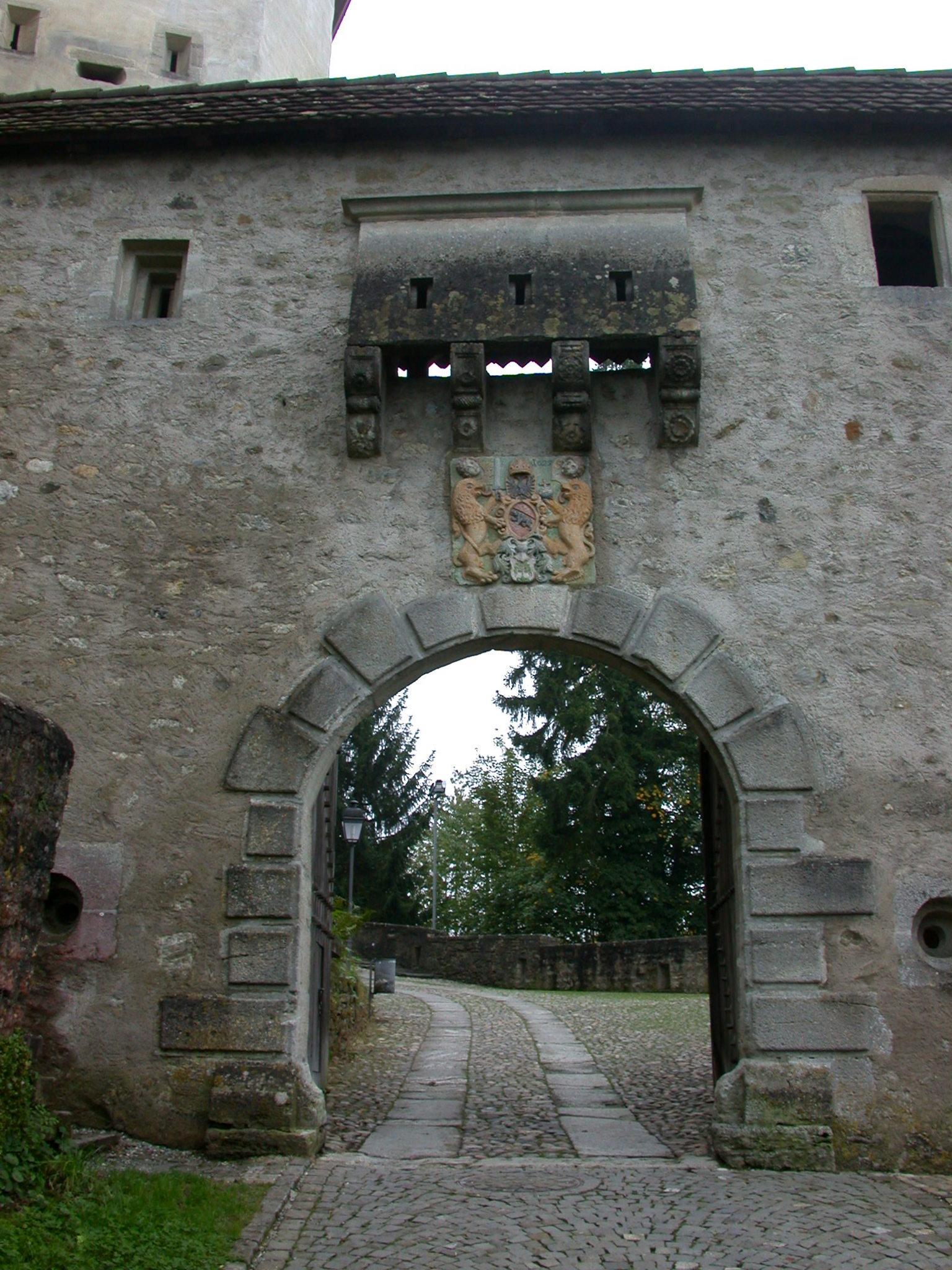
Unteres Torhaus
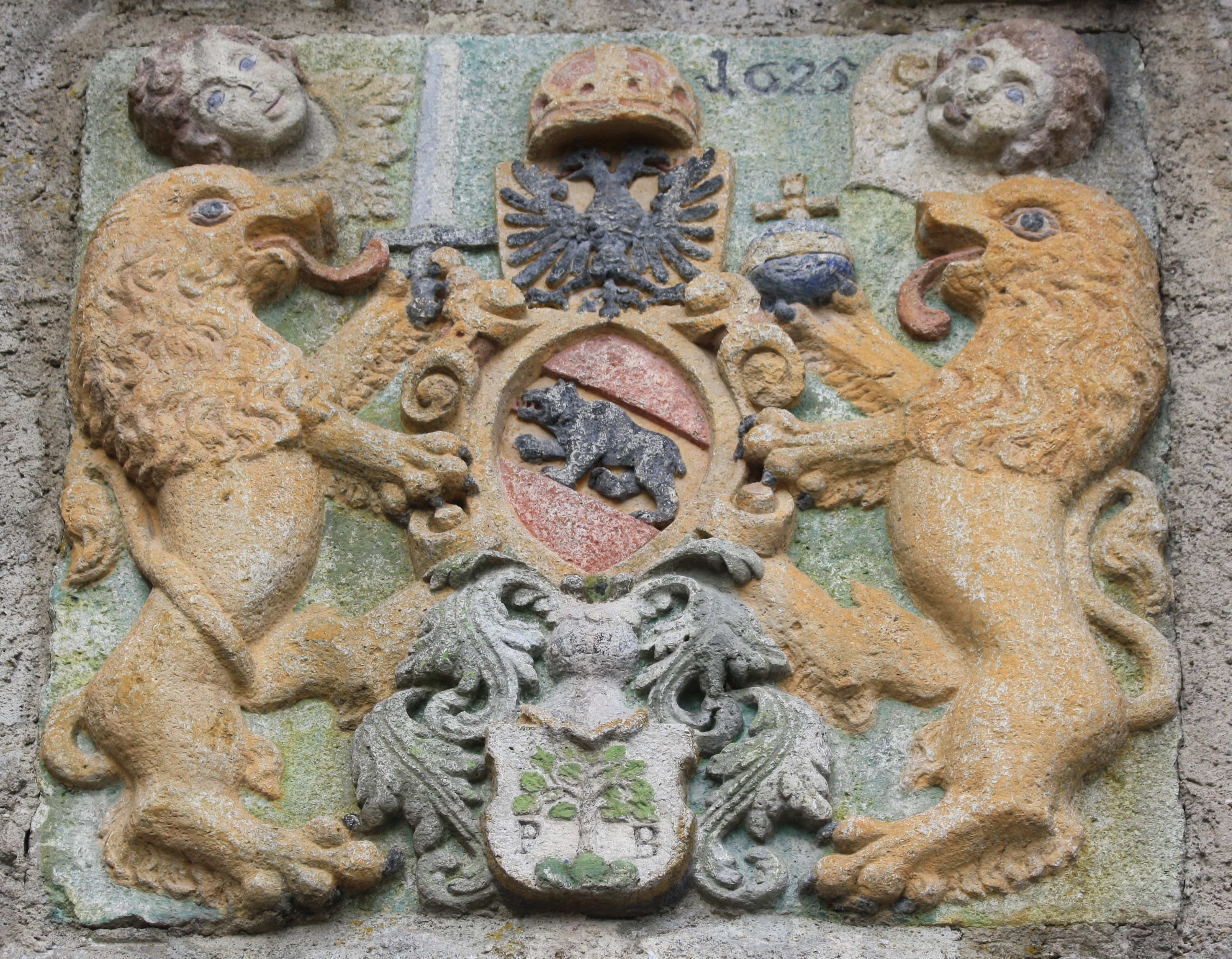
Wappentafel am unteren Torhaus
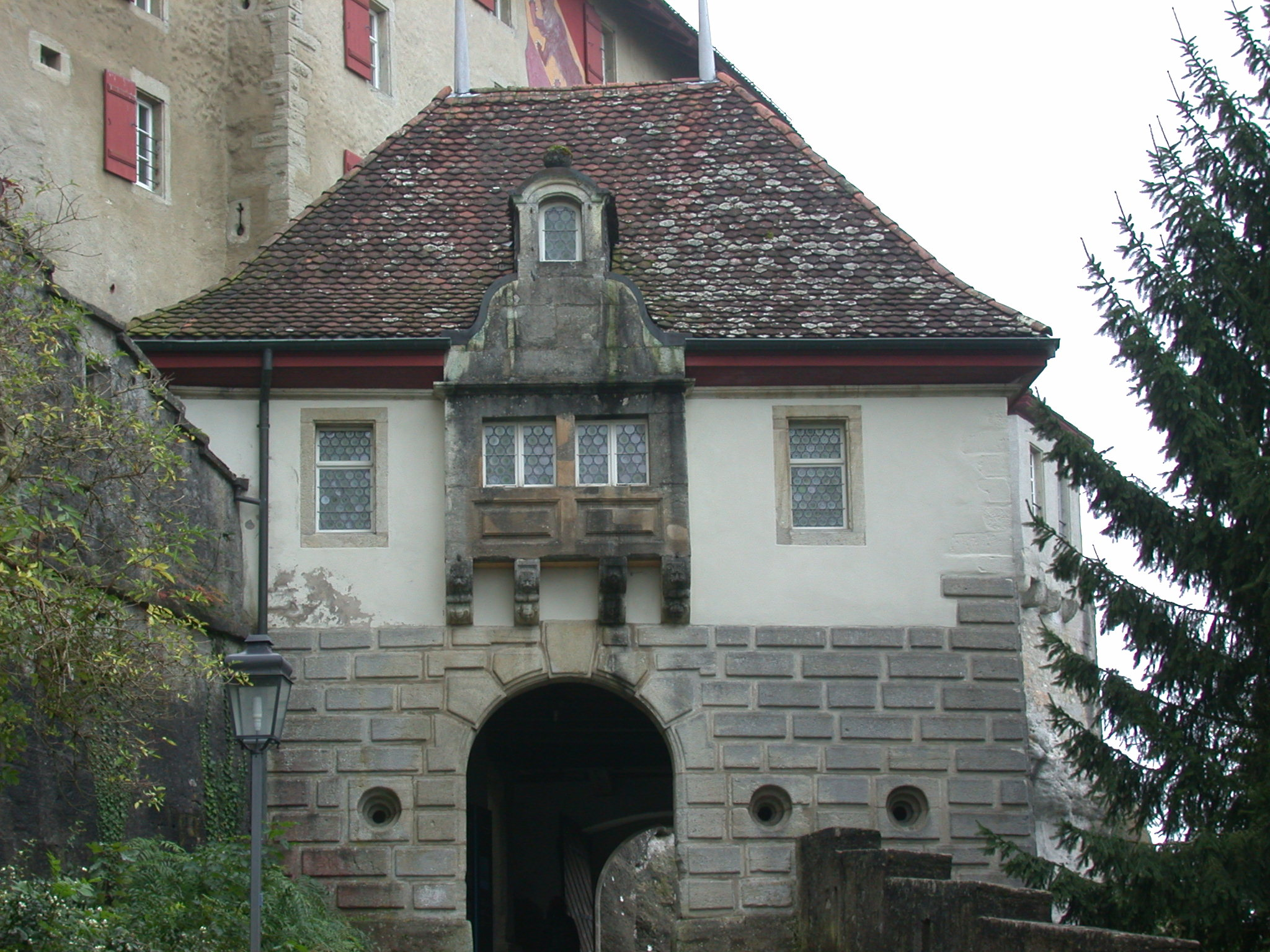
Mittleres Torhaus
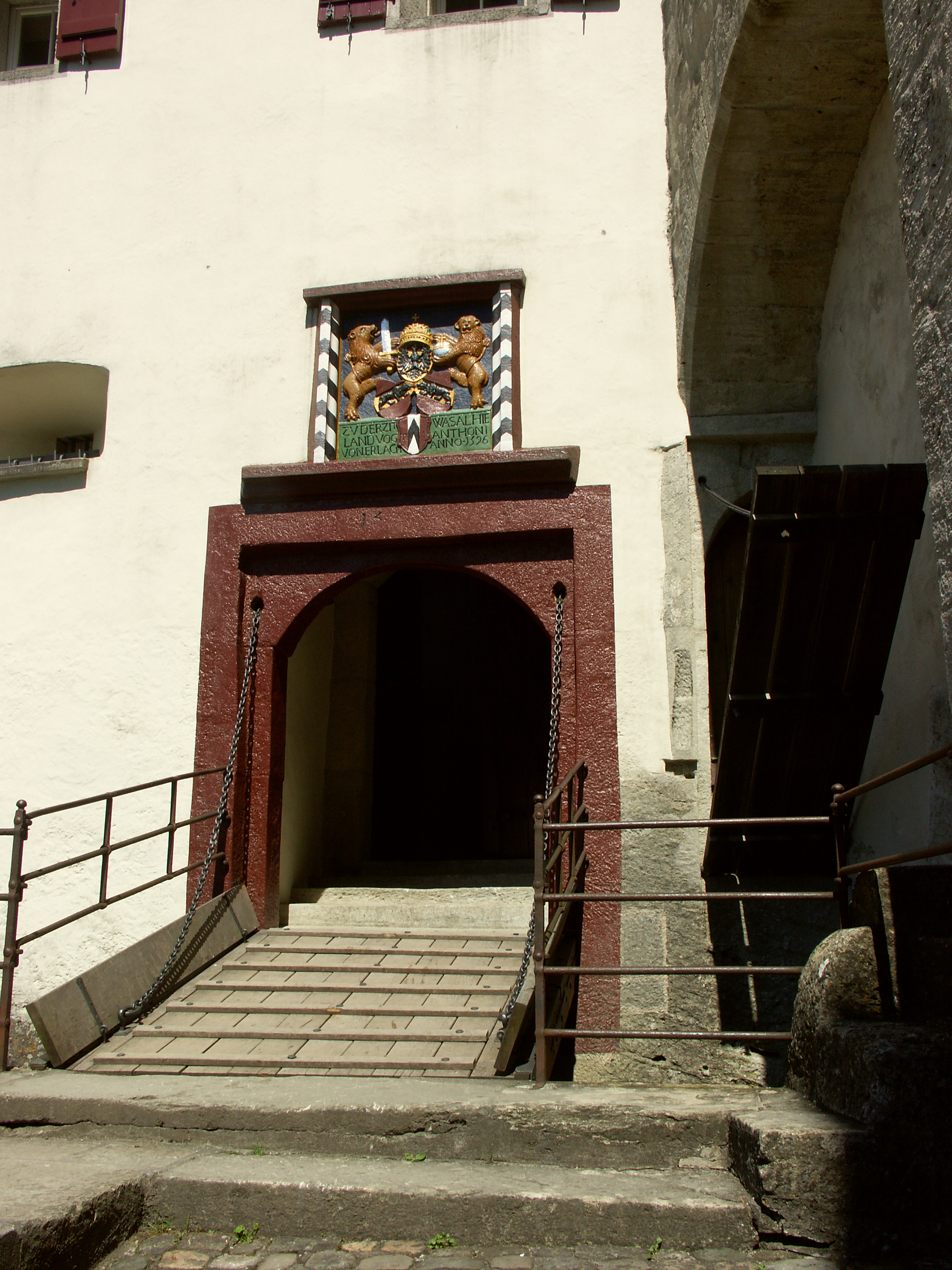
Oberes Torhaus

### Nordtrakt

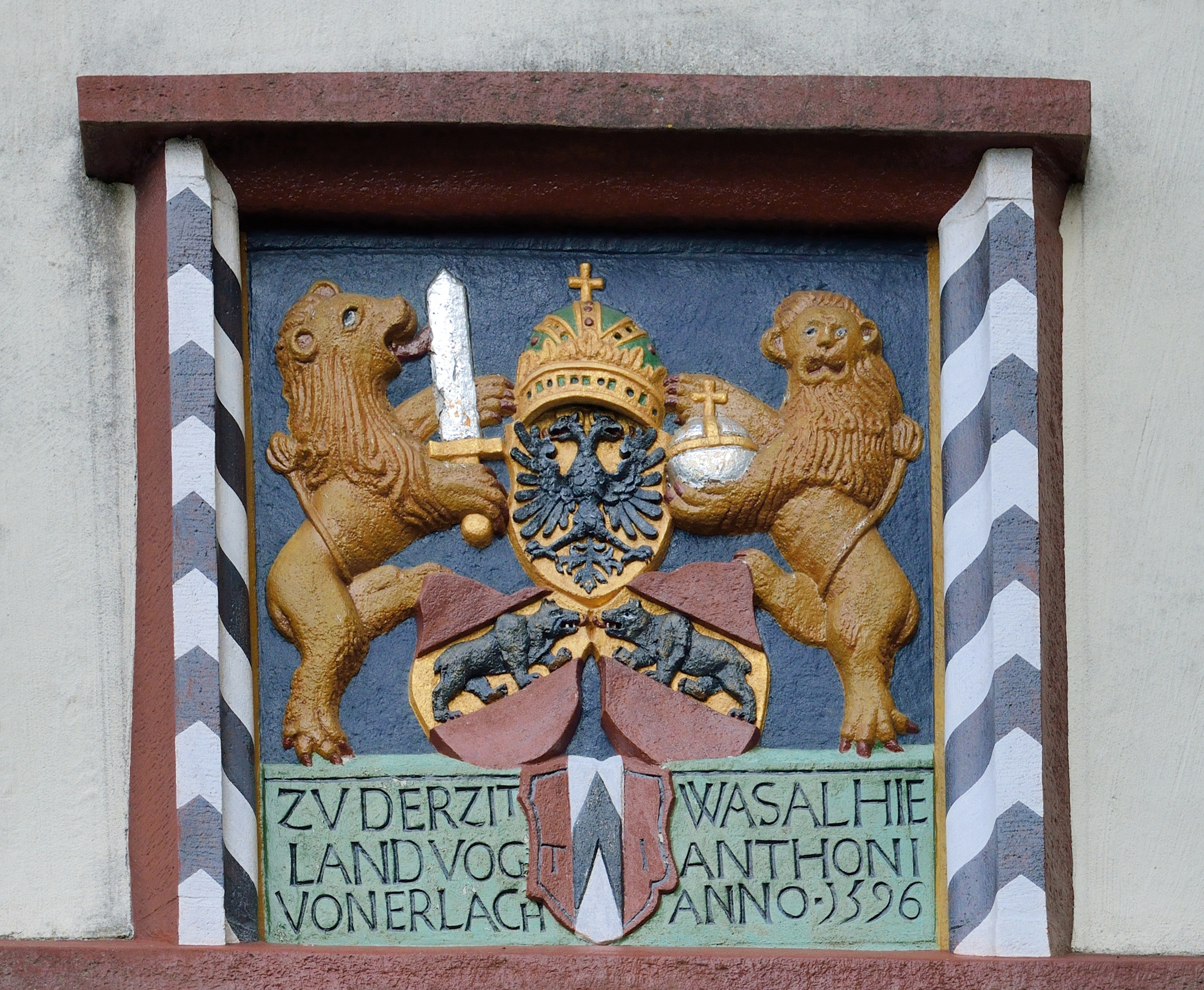
Wappentafel am oberen Torhaus

Der Nordtrakt ist eine Gruppe miteinander verbundener Häuser, bestehend aus dem oberen Torhaus, den Überresten des nördlichen Bergfrieds und der neuen Landvogtei. Das obere Torhaus, der einzige Zugang zum Innenhof, entstand vermutlich nach einem Brand im Jahr 1518, wobei teilweise ältere Fundamente enthalten sind. Hier wird der Standort des 1339 errichteten Aarburghauses vermutet, das ein Opfer der Flammen wurde. Über dem Sturz befindet sich eine 1596 angebrachte Tafel mit den Wappen des Reiches, des Standes Bern und der Familie von Erlach.
Östlich des Torhauses steht der nördliche Bergfried, der seit dem kompletten Umbau in den Jahren 1718 bis 1720 mit den benachbarten Gebäuden durch ein gemeinsames Satteldach verbunden ist. Hier befanden sich einst die Toranlage und das Gefängnis. Vom ursprünglichen Gebäude sind nur die Westmauer sowie Teile des Fundaments an der Süd- und Ostmauer erhalten geblieben. An den Umbau erinnert ein Sandsteinrelief von 1720 an der Innenhofseite, das einen Bären zeigt; die ebenfalls vorgesehenen Wappen des Landvogts und des Seckelmeisters wurden nicht ausgeführt.
An der Stelle eines 1625 errichteten Wächter- und Waschhauses entstand 1672–1674 ein neues Domizil für den Landvogt. Die benachbarte Landvogtei an der Nordostecke war damals nicht mehr bewohnbar, weil nach der Aufschüttung der Ostbastion Feuchtigkeit in die Mauern eingedrungen war. Hofseitig baute Daniel Stürler 1731/32 ein Treppenhaus an. Dessen schmale Fassade wird von gleichmässig verlegten Bossenquadern, horizontalen Fugen und einem Gurtgesims gegliedert. Heute befindet sich in dem Gebäude die Museumsverwaltung.

### Landvogtei

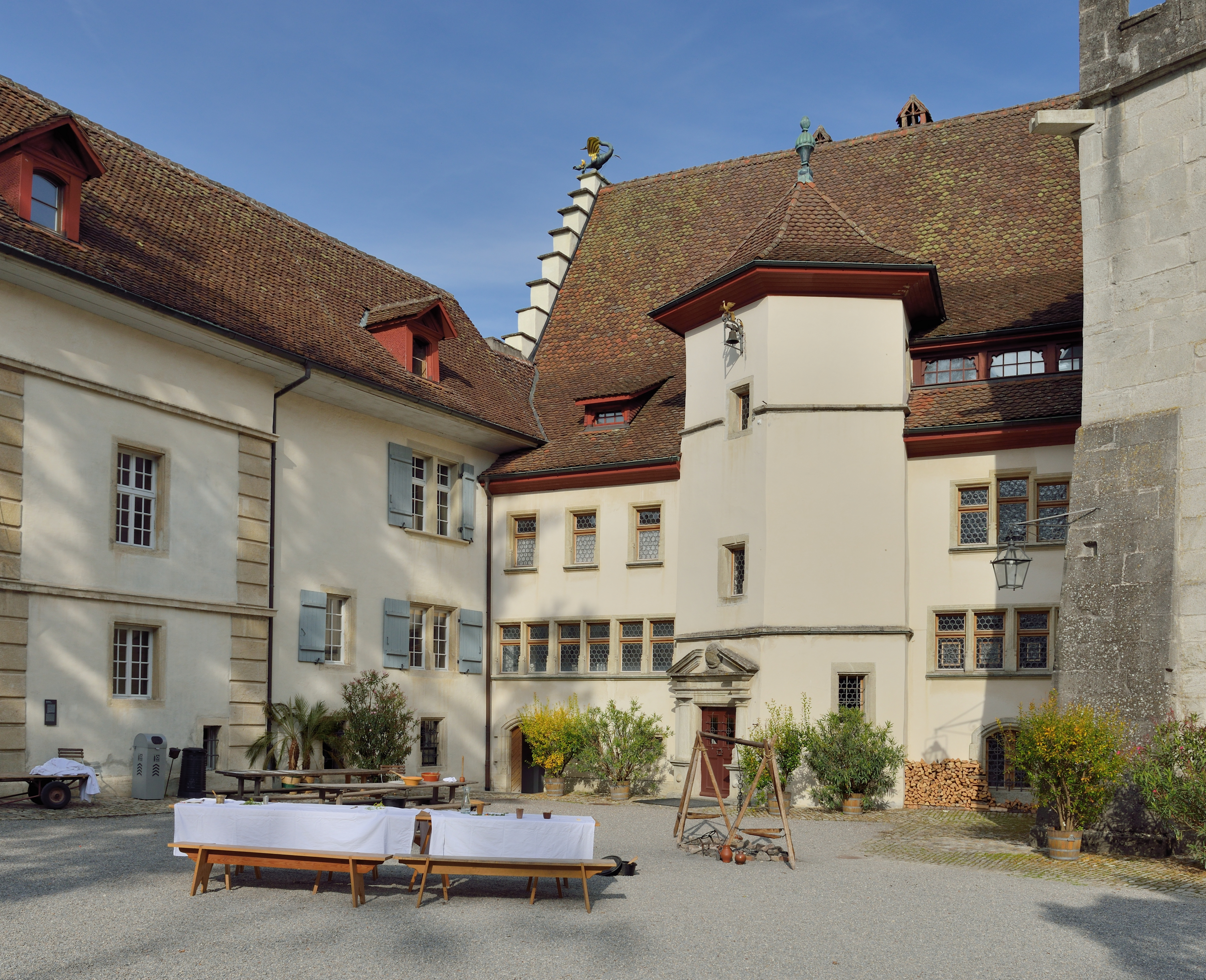
Landvogtei

Die Landvogtei ist ein dreigeschossiges spätgotisches Bürgerhaus mit Staffelgiebel und steilem Satteldach. Sie diente als Amts- und Wohnhaus der bernischen Landvögte, nachdem der aus dem 14. Jahrhundert stammende Vorgängerbau 1518 durch einen Brand zerstört worden war. Im Gegensatz zu den übrigen Häusern grenzt die Landvogtei nicht direkt an die Ringmauer, der Abstand beträgt ein bis zwei Meter. Ausnahme ist ein kleiner Rundturm aus dem Jahr 1626 an dessen Südostecke, der einen hölzernen Aborterker ersetzte.
Der fünfeckige Treppenturm, der 1630 an die Vorderfront angebaut wurde, ersetzte einen steileren Treppenaufgang im Innern des Gebäudes. Den ursprünglichen Zwiebelhelm ersetzte man 1760 durch ein Walmdach, 1761/62 mussten Teile der Südfassade wegen Feuchtigkeitsschäden abgebrochen und neu erbaut werden. Der Eingangsraum stammt zum Teil noch aus der Zeit um 1460. Im ersten Obergeschoss erstreckt sich entlang der gesamten Nordseite ein im Jahr 1565 ausgebauter Saal. Ab 1646 war die Landvogtei unbewohnbar gewesen, weil Feuchtigkeit eingedrungen war. Von 1902 bis 1904 liess Jessup den dafür verantwortlichen Erdwall der Ostbastion um zwei Stockwerke absenken, wodurch das Gebäude saniert werden konnte. Die Landvogtei wurde zum Hof hin erweitert und erhielt eine neugotische Fassade.

### Ostbastion

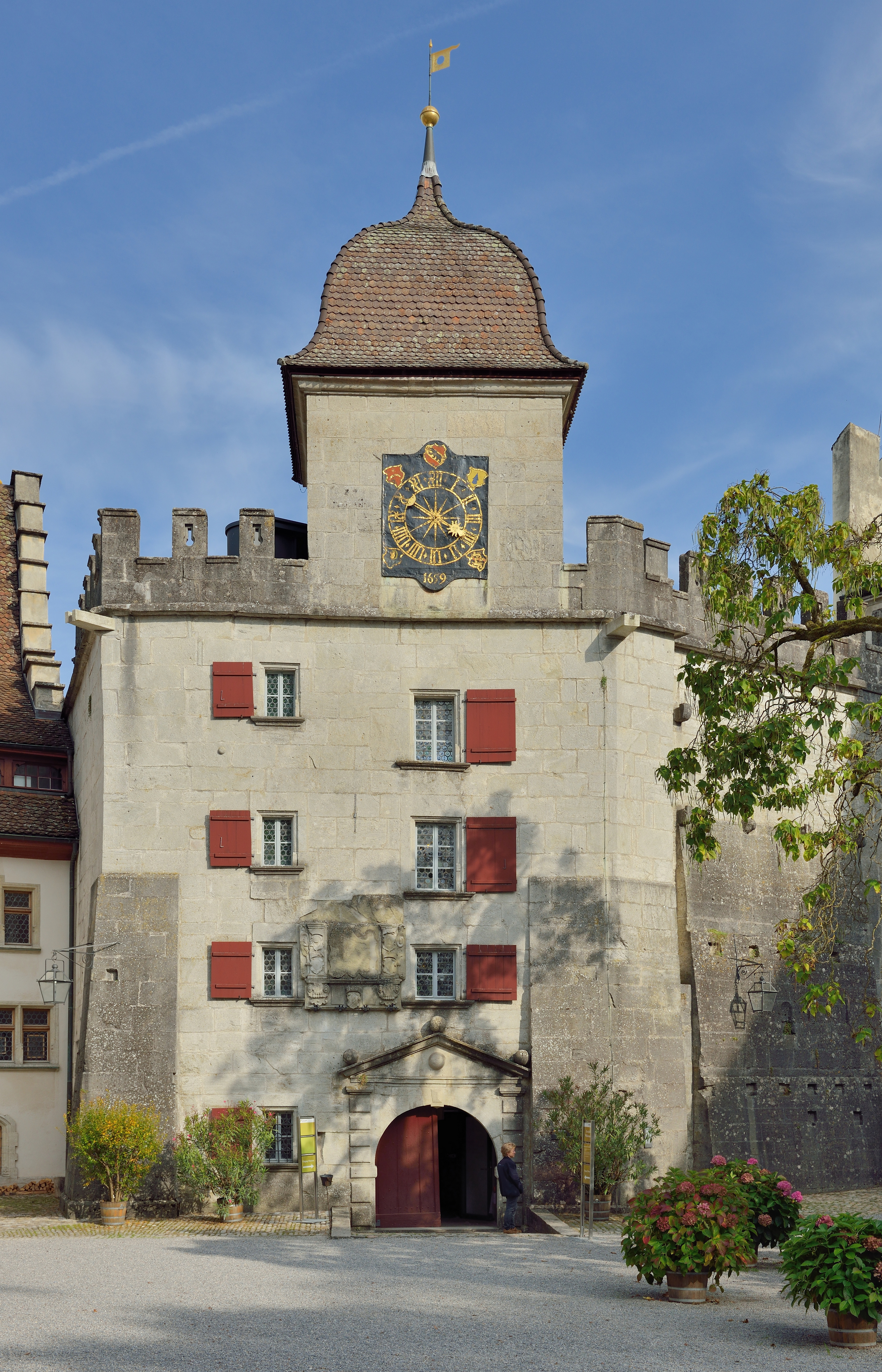
Ostbastion

Die Bastion am östlichen Rand des Innenhofs entstand von 1642 bis 1646 an der Stelle eines im Jahr 1582 errichteten Bollwerks, das bereits zur Zeit seiner Errichtung veraltet gewesen war. Durch das Schliessen der Lücke zwischen Palas und Landvogtei sollte das Schloss vor möglichem Kanonenbeschuss vom gegenüberliegenden Goffersberg geschützt werden. Die alten Bollwerksmauern bezog man in den Mantel der neuen Befestigungsanlage mit ein. Die angrenzende Landvogtei wurde durch einen mächtigen Erdwall verdeckt, der Feuchtigkeit anzog und das Gebäude unbewohnbar machte. 1659 setzte man der Ostbastion einen Uhrturm auf, das Spitzhelmdach wich 1760 einer Zwiebelhaube. 1893/94 liess Jessup die Aussenmauer um sechs Meter verringern, wodurch die zugemauerten Fenster auf der Südseite der Landvogtei wieder freigelegt wurden. Auf der Fläche des abgesenkten Walls entstand ein Rosengarten. Während der Gesamtsanierung (1978–1986) trug man den letzten Rest des Erdwalls ab und höhlte ein Kellergeschoss aus.
Über eine schmale, in die Hofmauer eingelassene Wendeltreppe gelangt man auf den elf Meter hohen zinnbesetzten Wall. Auf drei Stockwerken grenzen Kammern an die Wendeltreppe an, erkennbar an der hofseitigen Fassadenbefensterung. Ein Rundbogenportal mit gequaderten Lisenen und kugelbesetztem Dreiecksgiebel markiert den Eingang. In die Fassade ist eine Wappentafel eingelassen, die zum Teil verwittert ist; erkennbar sind die Wappen der Landvögte Hans Weyermann und Daniel Lerber. Das Zifferblatt des Uhrturms wurde von H. J. Horer bemalt, das Uhrwerk stammt von Tobias Liechti. Auf der Seite des Rosengartens verbindet eine Galerie die Landvogtei mit dem Palas.

### Palas
Der rechteckige Palas mit Pultdach entstand um 1100 im Auftrag der Grafen von Lenzburg als 18 Meter hoher, bewehrter Wohnbau mit vier Stockwerken. Der Grundriss ist rechteckig mit einer Seitenlänge von 13,8 × 8 Metern. Zusammen mit dem angrenzenden Turm gehört der aus geschichteten Hausteinen und schräg gestellten Bruchsteinen errichtete Palas zum ältesten Baubestand des Schlosses. Der Eingang befand sich ursprünglich im dritten Stockwerk und konnte nur durch eine Holztreppe im Freien erreicht werden. Das Hauptgeschoss besass eine Feuerstelle, das vierte Stockwerk diente als Schlafraum, das erste und das zweite Stockwerk als Vorratskammer. Zur Zeit der Berner Landvögte hiess das Gebäude «Strecke», weil sich darin die Folterkammer befand. 1592/99 erhielt der Palas im Erdgeschoss einen neuen Eingang mit Torbogen. Zwischen 1978 und 1986 wurden die Stockwerkeinteilungen und Treppenverbindungen neu geordnet, um einen zeitgemässen Museumsbetrieb zu ermöglichen.

### Turm

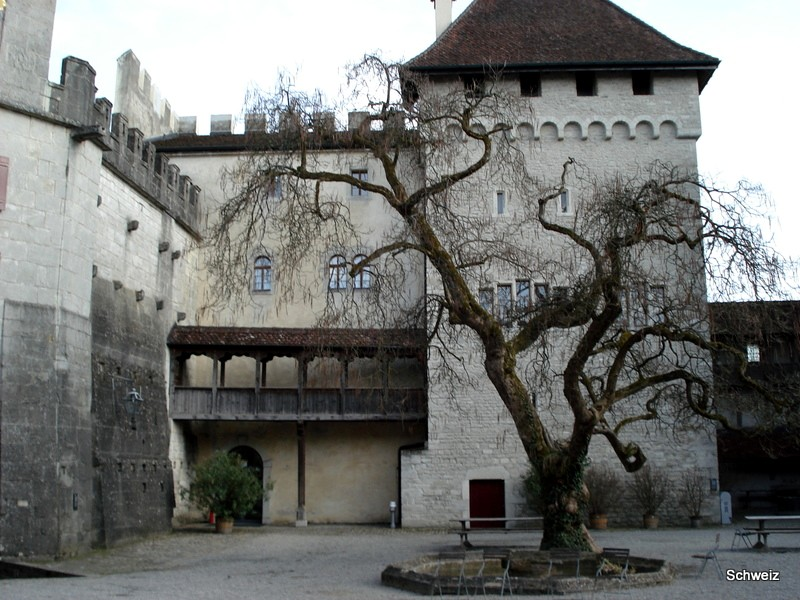
Palas und Turm

Der Turm (auch als südlicher Bergfried bezeichnet) ist in einem Quadrat von 10 × 10 Metern angelegt und besitzt drei Meter dicke Mauern. Er wurde um 1150 an den Palas angebaut und benutzte dessen Westflanke als Abschlussmauer. Nach dem Tod von Bauherr Ulrich IV. stellte man die Bauarbeiten ein, und das Gebäude blieb über 170 Jahre lang unvollendet. Erst 1344 wurde es fertiggestellt, wobei man zwei weitere Stockwerke mit geringerer Mauerstärke hinzufügte. Während der Berner Herrschaft, ungefähr seit dem frühen 17. Jahrhundert, befand sich im ersten Obergeschoss das Gefängnis. Das oberste Geschoss besitzt unter dem Walmdach einen Schein-Zinnenkranz und wird gegen unten mit einem Bogenfries abgeschlossen.
Um grössere Kapazitäten für die Kornlagerung zu schaffen, wurden 1728/29 der Turm und das benachbarte Ritterhaus mit dem dazwischenliegenden Sodbrunnen durch einen schmucklosen Zweckbau miteinander verbunden. Dabei musste die Nordfassade abgetragen werden, da der Turm nicht im selben Winkel wie das Ritterhaus angeordnet war. Jessup liess das Kornhaus 1896 abreissen und den Turm in seinen ursprünglichen Zustand zurückversetzen. Den erstmals 1369 erwähnten Sodbrunnen legte man wieder frei. Während der Gesamtsanierung (1978–1986) wurden die Stockwerke neu eingeteilt und die Treppen anders angeordnet.

### Ritterhaus

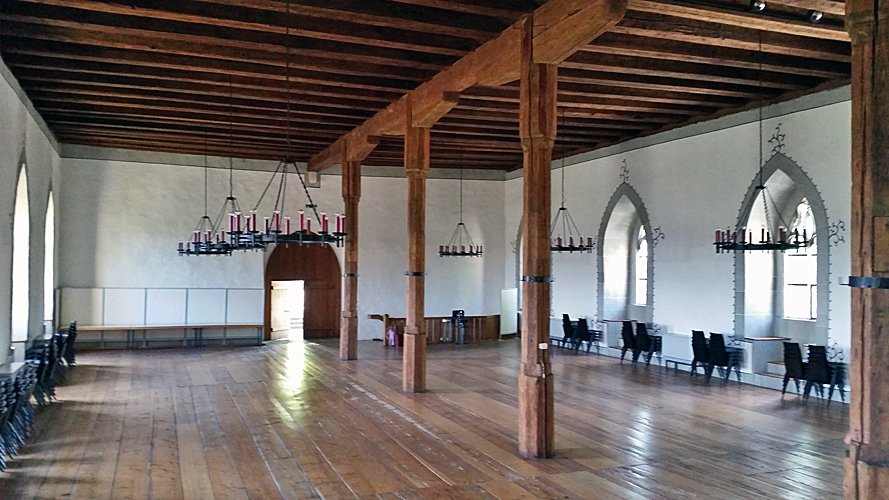
Oberer Saal im Ritterhaus

1339 begann der Bau des Ritterhauses. Der habsburgische Herzog Friedrich II. sollte auf Schloss Lenzburg die Tochter des englischen Königs Edward III. heiraten, weshalb ein repräsentatives Wohngebäude im gotischen Stil in Auftrag gegeben wurde. Der junge Herzog starb 1344 kurz vor der Vollendung der Bauarbeiten, sodass die Mauern vorerst unverputzt blieben. Der Westteil befand sich 1509 in einem derart schlechten Zustand, dass er abgebrochen und neu errichtet werden musste. Beim Ostteil blieben zwar die Aussenmauern bestehen, doch auch hier wurden die Innenräume völlig umgestaltet. Das Gebäude erhielt neues Dachgebälk und mehrere Pfeiler zur Verbesserung der Statik, die Mauern waren nun verputzt. Die Länge des Hauses verringerte sich etwas, da man die westliche Aussenmauer abbrach und weiter östlich neu aufbaute. Um 1590 war das Gebäude mehr und mehr zu einer grossen Scheune mit Kornlager und Weinkelterei abgesunken, gleichzeitig erhielt es Schiessscharten. 1758 wurde das Gebäudeinnere erneut komplett umgestaltet. Dank neu errichteten Zwischenböden konnte noch mehr Getreide gelagert werden. 1893 stellte man so gut wie möglich den ursprünglichen Zustand wieder her. Die Zwischenböden wurden entfernt, und der Saal im oberen Stockwerk erhielt seine Spitzbogenfenster zurück. Heute kann der Saal für gesellschaftliche Anlässe gemietet werden.
Der zweigeschossige Saalbau mit einem rechteckigen Grundriss von 28 × 17 Metern besitzt ein mächtiges Krüppelwalmdach. Während der obere Saal die gesamte Breite einnimmt, grenzt der untere Saal an einen Korridor. Ein gotisches Fensterband aus Rundbogenarkaden mit spitzbogigen Zwillingsfenstern schmückt auf der Südseite die gesamte Länge des kleinen Saals, während bei den Zwillingsfenstern des oberen Geschosses die Arkaden fehlen. Rechteckige Fenster durchbrechen den unteren Teil der Nordwand. Der zweigeschossige Dachstuhl ist mit spitz zugeschnittenen Biberschwanzziegeln gedeckt.
Neben dem Ritterhaus befand sich eine kleine, dem hl. Fortunatus geweihte Kapelle. Ihre erste urkundliche Erwähnung erfolgte 1369. Nach knapp vier Jahrhunderten war sie derart verfallen, dass sie 1762/63 abgetragen werden musste.

### Stapferhaus

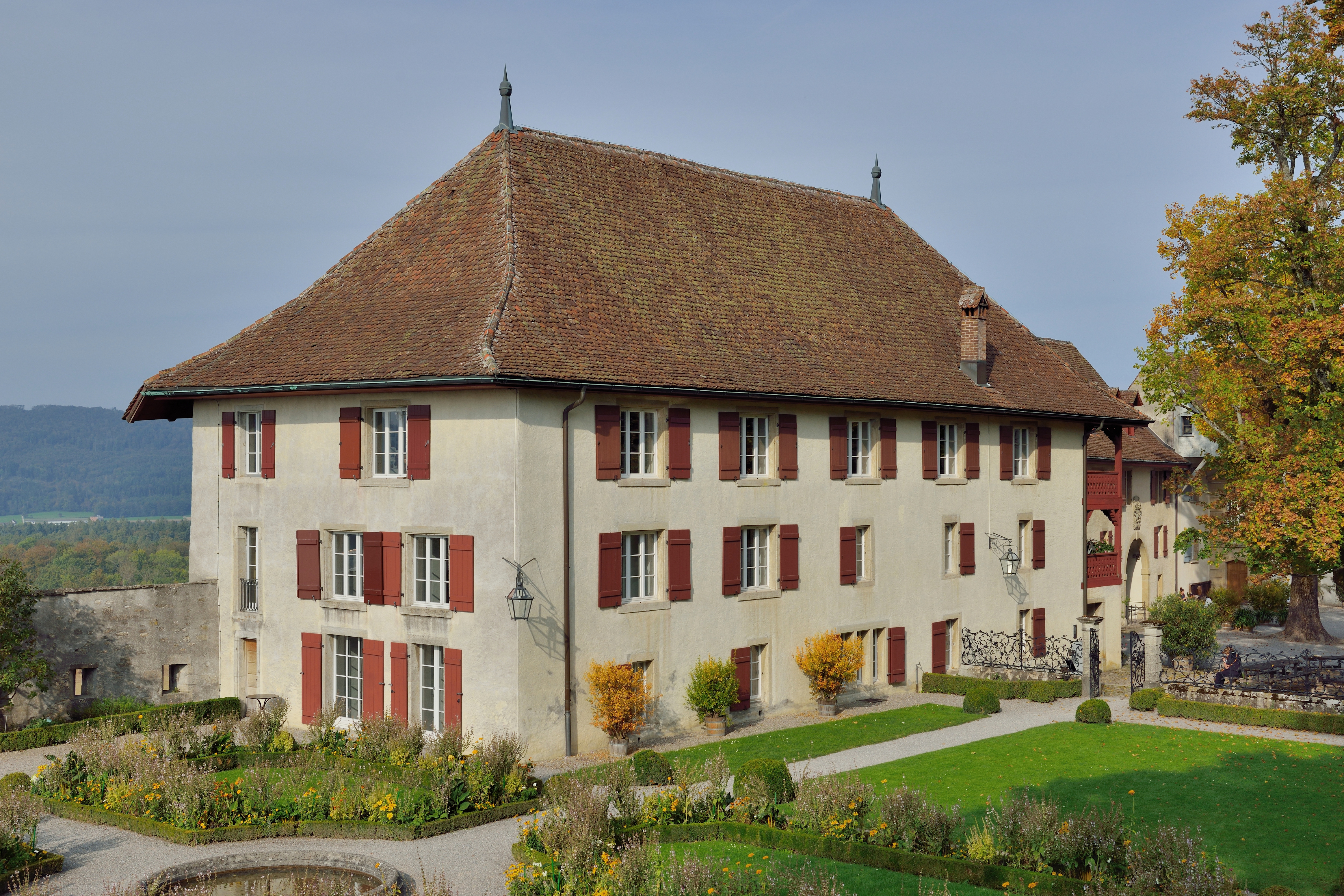
Stapferhaus

Im Jahr 1600 entstand an der Südwestseite der Schlossanlage ein neuer, zweigeschossiger Ökonomiebau, das «Hintere Haus». Es entstand durch die Vereinigung von Stall und Mühle unter einem einzigen Dach. Das Haus wurde 1705/07 in Richtung Osten zum Nordtrakt hin verlängert, um zusätzliche Kapazitäten für die Kornlagerung zu schaffen. 1761/62 musste ein Teil der Südfassade wegen Feuchtigkeitsschäden neu gebaut werden. Die Kornhaus-Erweiterung wurde 1893 abgebrochen und durch einen rekonstruierten Wehrgang ersetzt, der zum oberen Torhaus hinüberführt. Heute ist das Hintere Haus nach Philipp Albert Stapfer benannt, einem Revolutionär und Minister der Helvetischen Republik.
Das lang gestreckte, dreigeschossige Gebäude besitzt ein Walmdach, das doppelt mit Biberschwanzziegeln gedeckt ist. Die schlicht gehaltenen Fenster sind regelmässig angeordnet. Drei Loggien schliessen sich an die Ostseite an: Jene im Erdgeschoss ist gemauert, die beiden darüberliegenden bestehen aus Holz. Baulich und stilistisch damit verbunden sind der gedeckte Wehrgang und die darunterliegende, an die Wehrmauer angebaute Kornschütte. Seit Sommer 2018 hat die Stiftung Stapferhaus nach Jahren im Zeughaus in Lenzburg ihren Neubau Stapferhaus direkt am Bahnhof Lenzburg bezogen, wo sie grosszügigere Ausstellungsflächen gefunden hat.

## Museum Schloss Lenzburg
Das Museum Schloss Lenzburg, Teil des Museum Aargau, ehemals als Historisches Museum Aargau bekannt, ist in vier Bereiche unterteilt: Wohnmuseum (in der Landvogtei), neue Dauerausstellung (im Palas und im Turm), Geschichtsatelier und Wechselausstellungen (in der Ostbastion) und Kindermuseum (im Dachgeschoss der Landvogtei). Jährlich wird das Museum von rund 70'000 Personen besucht, wobei etwa ein Drittel auf Schulklassen entfällt.

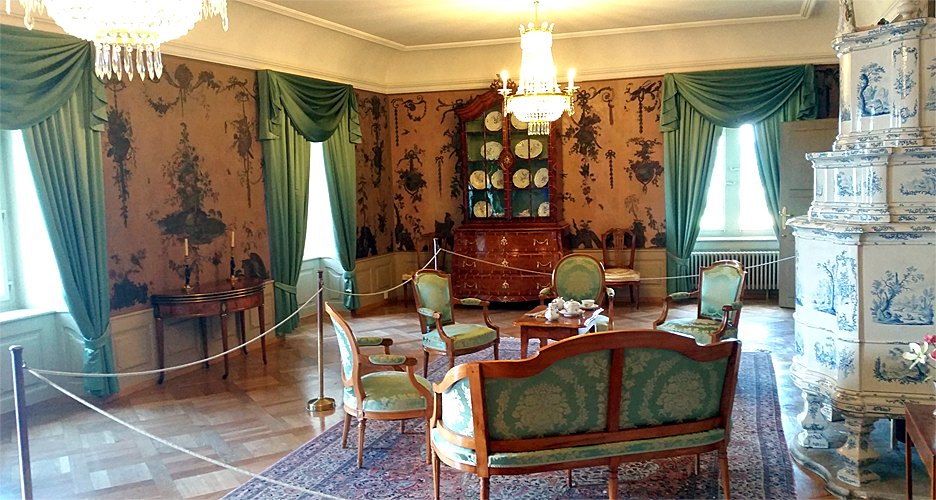
Historisches Museum: Wohnkultur des 19. Jahrhunderts

Das 30-jährige Wohnmuseum wurde 2011 mit Projektionen und Hörspielen ergänzt, welche einen Einblick in das Leben der Landvögte Adrian von Bubenberg und Peter Bucher sowie von Schlossbesitzer August Edward Jessup und dessen Ehefrau Mildred Marion Bowes-Lyon geben. Das Erdgeschoss ist dem Spätmittelalter gewidmet. In der Täferstube sind Wände und Decke fast vollständig mit einer Holzverkleidung (Täfer) versehen. Im Raum befinden sich verschiedene einfache Möbel, darunter ein Kastentisch zur Aufbewahrung von Schreibutensilien, verschiedene Faltstühle sowie Truhen und Schränke. Die Wohnstube enthält einen rekonstruierten Kuppelofen aus dem 14. Jahrhundert. An ihrem ursprünglichen Standort befindet sich die mittelalterliche Küche, wobei Herd und Abzug rekonstruiert sind. Ausserdem werden originale Küchenutensilien ausgestellt. Im ersten Obergeschoss wird das Wohnen während der Renaissance und des Barockzeitalters präsentiert. Der Wohnraum ist mit Himmelbett, Kabinettschrank, Tapisserien und Kamin ausgestattet. Die rekonstruierte Küche zeigt den Fortschritt in der Haushaltsführung seit dem Spätmittelalter. Ein Fayence-Kachelofen und Jagdutensilien prägen die Landvogtstube. Daran angebaut ist die erkerartige Schreibstube. Das zweite Obergeschoss zeigt das Wohnen im 19. Jahrhundert. Darstellungen von Tierszenen und Blumenstillleben dominieren den Salon, dessen luxuriöse Einrichtung ist im Louis-seize-Stil gehalten. Bemerkenswert ist ein Aargauer Kachelofen aus dem Jahr 1775. Im Schlafzimmer sind auf der Stuckdecke idyllische Landschaften und Fantasiewelten abgebildet, das Mobiliar stammt aus der Rokoko-Zeit. Weitgehend im Originalzustand erhalten ist das Musikzimmer.
Die historischen Sammlungen sind zu Sachgruppen zusammengefasst. Das weitgehend im Originalzustand erhaltene Gefängnis im Turm erläutert das Rechtswesen und den Strafvollzug im 17. Jahrhundert. Zu sehen sind u. a. Zinken, die von den Gefangenen ins Holz geritzt wurden, und verschiedene Folterwerkzeuge. Im Wohnturm und im Turm thematisiert das Museum die frühe Schlossgeschichte mit den Grafen von Lenzburg, den Grafen von Kyburg und den Habsburgern. Das Kindermuseum vermittelt altersgerecht die Geschichte des Schlosses, wobei die modernsten museumspädagogischen Erkenntnisse angewendet werden. Dabei können die Kinder ihre beim Rundgang gewonnenen Eindrücke spielerisch verarbeiten. Im oberen Stock des Kindermuseums wurde in Zusammenarbeit mit Kindern das «PLIRRK!» eingerichtet, zum Leben und Wirken des Polarforschers Lincoln Ellsworth, dem letzten Privatbesitzer des Schlosses. Die Ostbastion beherbergt im Keller einen Ausstellungsraum, in welchem das Geschichtsatelier für Familien und Jugendliche steht, mit den Themen "Ritter", "Sammeln", "Schulwesen" und "Gericht und Strafe". Kleinere Sonderausstellungen zu weiteren Themen der Schlossgeschichte finden ebenfalls im alten Kulturgüterschutzraum statt.

## Weitere Nutzungen
Die Anlage ist seit 1956 im Besitz der «Stiftung Schloss Lenzburg». An dieser sind der Kanton zu drei Vierteln und die Stadt Lenzburg zu einem Viertel beteiligt. Der Stiftungszweck ist es, «die Schlossliegenschaften in ihrem Bestand und Charakter zu erhalten, das Schloss der Öffentlichkeit zugänglich zu machen und die gegebenen Gebäulichkeiten kulturellen Bestrebungen in sinnvoller Weise zur Verfügung zu stellen». Den grössten Teil ihres Finanzbedarfs muss die Stiftung selbst erwirtschaften, weshalb sie das Ritterhaus für die Durchführung von Anlässen vermietet. Üblich sind rund 160 Veranstaltungen jährlich (drei Viertel privat, ein Viertel von öffentlichen Institutionen) mit insgesamt 15'000 bis 20'000 Teilnehmern.
Der 1958 gegründete Verein «Freunde der Lenzburg» unterstützt die Ziele der Stiftung, indem er «durch geeignete Veranstaltungen … das kulturelle und gesellschaftliche Leben des Kantons Aargau und der Stadt Lenzburg im Besonderen fördert». Dazu gehören insbesondere klassische Konzerte und Theateraufführungen im Innenhof oder im Ritterhaus.

Folkfestival Lenzburg (1975)

1972 bis 1980 fand im Schloss das Folkfestival Lenzburg statt. Es war das erste und einflussreichste Folkfestival der Schweiz.
Von 1960 bis 2018 nutzte die Stiftung Stapferhaus das «Hintere Haus». Die Bezeichnung Stapferhaus verwies auf Philipp Albert Stapfer, den Bildungsminister der Helvetischen Republik. Die Stiftung verstand sich zunächst als Diskussionsforum an der Schnittstelle zwischen Kultur und Wissenschaft, seit 1992 organisiert sie auch Ausstellungen zu zeitgenössischen Themen. Neu findet sich das Stapferhaus in einem Neubau in der Stadt Lenzburg. Das «Bernerhaus», wie das «Hintere Haus» ursprünglich hiess, ist umgebaut und beherbergt neu das Bistro. In den oberen Räumlichkeiten finden sich Sitzungs- und Tagungsräume.